# Danilo (ur. 1986)
Danilo, właśc. Danilo Cirino de Oliveira (ur. 11 listopada 1986 w Sorocabie) – brazylijski piłkarz grający na pozycji napastnika.

## Kariera klubowa
Karierę piłkarską rozpoczął w CA Guaçuano, skąd latem 2006 został zaproszony do Pogoni Szczecin. Rozegrał tylko 3 gry i wiosną 2007 powrócił do Brazylii, gdzie bronił barw Luverdense EC. Po pół roku ponownie wyjechał do Europy, gdzie występował w czeskim 1. FK Przybram, słowackim Spartaku Trnawa oraz węgierskim Budapest Honvéd FC. W styczniu 2012 przeszedł do szwajcarskiego FC Sion, skąd w końcu sierpnia 2012 został wypożyczony do ukraińskiej Zorii Ługańsk. 9 lipca 2013 Zoria wykupiła transfer piłkarza. 1 lipca 2014 został wypożyczony do Kubania Krasnodar. W 2015 roku przeszedł do FK Aktöbe. Następnie grał w Chiangrai United i Dibba Al-Fujairah, a w 2017 trafił do Budapest Honvéd FC.